# Megachile colombiana
Megachile colombiana är en biart som beskrevs av Mitchell 1930. Megachile colombiana ingår i släktet tapetserarbin, och familjen buksamlarbin. Inga underarter finns listade i Catalogue of Life.